# HD 115723
HD 115723，又名BD+34 2410，SAO 63462、HR 5022，是一颗恒星，视星等为5.82，位于銀經84.77，銀緯80.93，其B1900.0坐标为赤經13h 13m 49.9s，赤緯+34° 80.93′ 28″。